# Lucas Höler
Lucas Höler, né le 10 juillet 1994 à Achim en Allemagne, est un footballeur allemand qui joue au poste d'avant-centre au SC Fribourg.

## Biographie

### SV Sandhausen
Le 12 mai 2016 est annoncé le transfert de Lucas Höler au SV Sandhausen, club de deuxième division allemande. Il signe un contrat d'une durée de deux ans plus une en option. Il joue son premier match sous ses nouvelles couleurs le 6 août 2016, lors de la première journée de la saison 2016-2017 face au Fortuna Düsseldorf. Il entre en jeu à la place d'Andrew Wooten (en) et les deux équipes se neutralisent (2-2).

### SC Fribourg
Le 29 décembre 2017 est annoncé le transfert de Lucas Höler au SC Fribourg. Il découvre alors la Bundesliga, l'élite du football allemand, jouant son premier match face à l'Eintracht Francfort le 13 janvier 2018. Il est titularisé ce jour-là et les deux équipes se neutralisent (1-1). Le 28 avril de la même année il inscrit son premier but, lors de la victoire de son équipe en championnat face au FC Cologne (3-2).
En janvier 2020, Höler prolonge son contrat avec Fribourg.

## Palmarès
SC Fribourg
- Coupe d'Allemagne :
  - Finaliste en 2022.

## Statistiques
| Saison                | Club                  | Championnat           | Championnat | Championnat | Coupe(s) nationale(s) | Coupe(s) nationale(s) | Compétition(s) continentale(s) | Compétition(s) continentale(s) | Compétition(s) continentale(s) | Total | Total |
| Saison                | Club                  | Division              | M.          | B.          | M.                    | B.                    | Comp.                          | M.                             | B.                             | M.    | B.    |
| 2012-2013             | Blumenthaler SV       | Bremen-Liga           | 5           | 2           | -                     | -                     | -                              | -                              | -                              | 5     | 2     |
| Sous-total            | Sous-total            | Sous-total            | 5           | 2           | 0                     | 0                     | -                              | 0                              | 0                              | 5     | 2     |
| 2013-2014             | VfB Oldenburg         | Regionalliga Nord     | 34          | 9           | 4                     | 3                     | -                              | -                              | -                              | 38    | 12    |
| Sous-total            | Sous-total            | Sous-total            | 34          | 9           | 4                     | 3                     | -                              | 0                              | 0                              | 38    | 12    |
| 2014-2015             | FSV Mayence II        | 3. Liga               | 26          | 10          | -                     | -                     | -                              | -                              | -                              | 26    | 10    |
| 2015-2016             | FSV Mayence II        | 3. Liga               | 37          | 11          | -                     | -                     | -                              | -                              | -                              | 37    | 11    |
| Sous-total            | Sous-total            | Sous-total            | 63          | 21          | 0                     | 0                     | -                              | 0                              | 0                              | 63    | 21    |
| 2016-2017             | SV Sandhausen         | 2. Bundesliga         | 32          | 6           | 2                     | 0                     | -                              | -                              | -                              | 34    | 6     |
| 2017-2018             | SV Sandhausen         | 2. Bundesliga         | 16          | 7           | 1                     | 1                     | -                              | -                              | -                              | 17    | 8     |
| Sous-total            | Sous-total            | Sous-total            | 48          | 13          | 3                     | 1                     | -                              | 0                              | 0                              | 51    | 14    |
| 2017-2018             | SC Fribourg           | Bundesliga            | 14          | 1           | -                     | -                     | -                              | -                              | -                              | 14    | 1     |
| 2018-2019             | SC Fribourg           | Bundesliga            | 26          | 4           | 2                     | 0                     | -                              | -                              | -                              | 28    | 4     |
| 2019-2020             | SC Fribourg           | Bundesliga            | 34          | 8           | 2                     | 0                     | -                              | -                              | -                              | 36    | 8     |
| 2020-2021             | SC Fribourg           | Bundesliga            | 32          | 4           | 2                     | 0                     | -                              | -                              | -                              | 34    | 4     |
| 2021-2022             | SC Fribourg           | Bundesliga            | 33          | 7           | 6                     | 0                     | -                              | -                              | -                              | 39    | 7     |
| 2022-2023             | SC Fribourg           | Bundesliga            | 26          | 5           | 3                     | 1                     | C3                             | 3                              | 0                              | 32    | 6     |
| 2023-2024             | SC Fribourg           | Bundesliga            | 33          | 7           | 2                     | 0                     | C3                             | 10                             | 0                              | 45    | 7     |
| 2024-2025             | SC Fribourg           | Bundesliga            | 31          | 6           | 3                     | 1                     | C3                             | 0                              | 0                              | 34    | 7     |
| 2025-2026             | SC Fribourg           | Bundesliga            | 0           | 0           | 1                     | 1                     | C3                             | 0                              | 0                              | 1     | 1     |
| Sous-total            | Sous-total            | Sous-total            | 219         | 42          | 21                    | 3                     | -                              | 13                             | 0                              | 253   | 45    |
| Total sur la carrière | Total sur la carrière | Total sur la carrière | 379         | 87          | 28                    | 7                     | -                              | 13                             | 0                              | 420   | 94    |